# Antoni Maria Claret
Antoni Maria Claret i Clarà (hiszp. Antonio María Claret y Clarà; ur. 23 grudnia 1807 w Sallent w Katalonii, zm. 24 października 1870 w Narbonne) – święty Kościoła katolickiego. 
Od 12. do 17. roku życia pracował jako tkacz w warsztacie swego ojca, potem udał się do Barcelony, by uczyć się w szkole handlowej i założyć własne przedsiębiorstwo. Wstąpił do seminarium w Vic w 1829 roku, a w dniu 13 czerwca 1835 roku otrzymał święcenia kapłańskie. Otrzymał beneficjum w rodzinnej parafii, jednak jego prawdziwym pragnieniem była działalność misjonarska. W 1839 roku udał się do Rzymu, zamierzając wstąpić do jezuickiego nowicjatu, nie pozostał w nim jednak ze względu na zły stan zdrowia. Zamiast tego, powrócił do kraju i poświęcił się działalności ewangelizacyjnej w Katalonii, wygłaszał kazania i publikował książki religijne przeznaczone przede wszystkim dla ludu. Założył w 1849 roku Zgromadzenie Misjonarzy Synów Niepokalanego Serca Błogosławionej Maryi Dziewicy (klaretynów). W 1850 r. został mianowany przez papieża Piusa IX arcybiskupem Santiago de Cuba, gdzie rozpoczął pracę w rok później od rekolekcji dla kapłanów i podjęcia misji ludowych. W 1855 roku wraz z Matką Maria Antonią Paris założył zgromadzenie Sióstr Maryi Niepokalanej Misjonarek Klaretynek.
Czterokrotnie dokonywano na niego zamachów, a po tym, jak został poważnie ranny (1856), został mianowany spowiednikiem królowej Izabeli II, powrócił do Madrytu i został arcybiskupem tytularnym Traianopolis in Rhodope. Po wybuchu rewolucji w 1868 r. podobnie jak królowa udał się na wygnanie. Brał udział w pierwszym soborze watykańskim, broniąc dogmatu o nieomylności papieża. 
Patronował powstaniu żeńskiego zgromadzenia „Instytutu Apostolskiego Maryi Niepokalanej” i założył Akademię św. Michała (1858). Zmarł zmożony chorobą w czasie, gdy przebywał w klasztorze Fontfroide. Translacji relikwii dokonano dwadzieścia siedem lat później do Vic.
Beatyfikował go papież Pius XI w dniu 25 lutego 1934 roku, a kanonizował go papież Pius XII w dniu 7 maja 1950 roku. Jego wspomnienie obchodzi się w rocznicę śmierci (24 października).